# Asa Jennings
Asa Kent Jennings (* 20. September 1877 in Webster, Monroe Country, New York; † 27. Januar 1933) war ein methodistischer Theologe und Mitglied der YMCA, der während der kleinasiatischen Katastrophe hunderttausende Griechen, Armenier und Juden vor der Ermordung durch die Türken bewahrte.

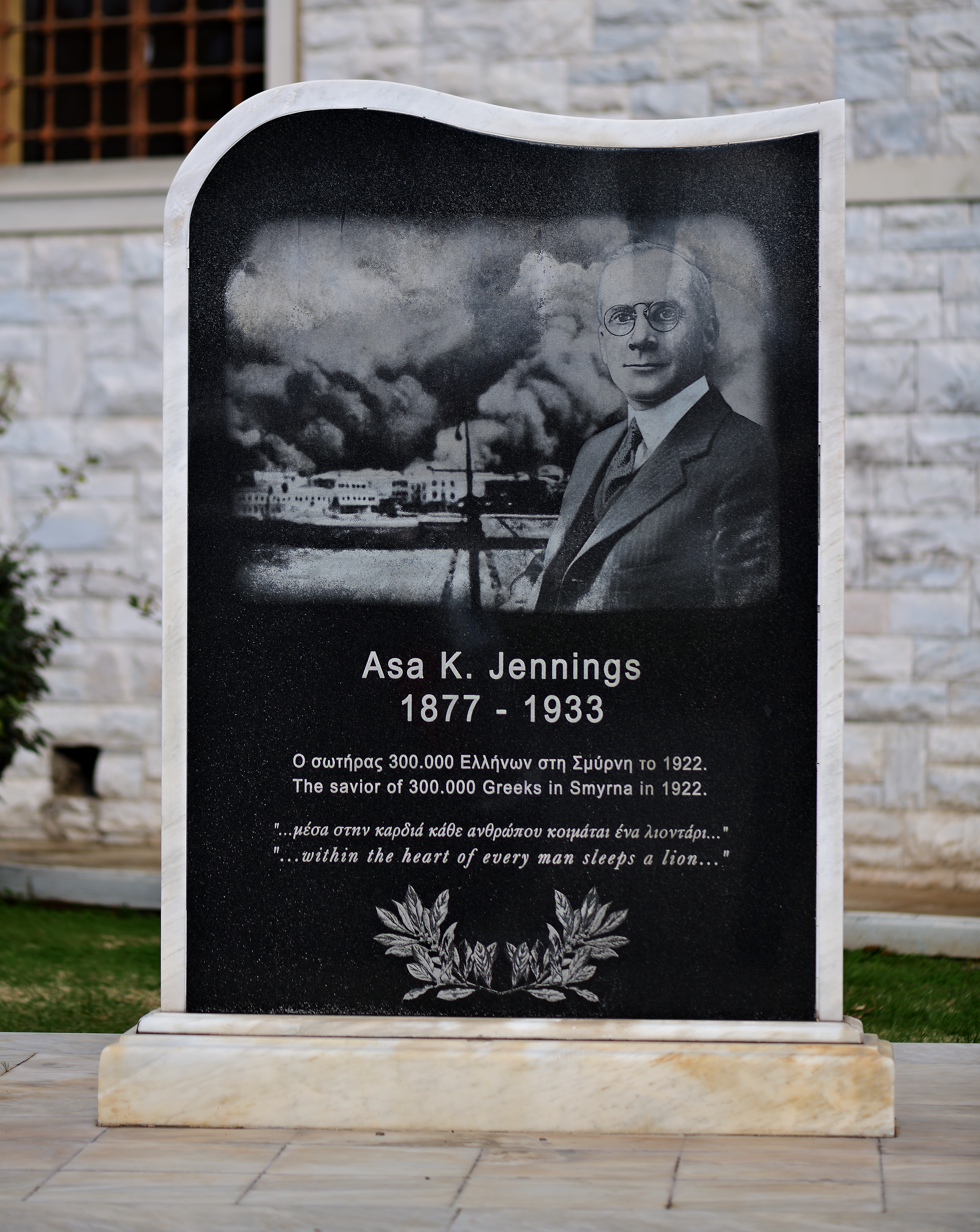
Ada-Jennings-Denkmal in Volos, Griechenland

## Leben
Asa Kent Jennings wurde als zweites von sechs Kindern von Hiram Jennings und Emma Carvy am 20. September 1877 in Webster, Monroe County im Staat New York geboren. 1904 erkrankte er an Tuberkulose. Zahlreiche Ärzte teilten ihm mit, dass er binnen weniger Wochen sterben würde. Nachdem dieser Tod nicht eintrat, glaubte er an eine göttliche Fügung.
Im Auftrag der YMCA erreichte er im August 1922 Smyrna. Eine geflüchtete griechischen Familie stellte ihm ihr zurückgelassenes Gebäude zur Verfügung. Während türkische Truppen in Smyrna mit Plünderungen, Vergewaltigungen und Ermordungen beschäftigt waren, befasste sich die YMCA mit der Rettung Überlebender. Unter dem Schutz der US Navy holte Jennings 500 Frauen und 2000 Kinder, deren Eltern umgebracht worden waren, in das Gebäude. Anfangs waren nur Griechen und Armenier von den Gräueltaten betroffen, Juden wurden von den türkischen Truppen ausgenommen.
Asa Jennings fuhr mit seinem Wagen direkt zu Mustafa Kemal Atatürk und handelte mit ihm die Rettung der Griechen und Armenier aus. Atatürk gestattete Jennings, alle Minderheiten aus der Türkei zu entfernen, er gab ihm jedoch nur sieben Tage Zeit, dies wurde auf elf Tage verlängert. Die hohe Anzahl von Personen, die nun nach Griechenland zu überführen waren, stießen dort nicht auf Zuneigung, da sie den damals wenige Millionen Einwohner umfassenden Staat überforderten. Trotzdem unterstützte der Staat die Aktion mit 55 Schiffen. Der griechische Fregattenkapitän Theofanides hatte das Vorhaben unterstützt und wurde später aufgrund von Befehlsverweigerung entlassen. Insgesamt wurden in den 11 Tagen 350.000 Personen nach Griechenland in Sicherheit gebracht, davon 300.000 Griechen, 25.000 Armenier und 25.000 Juden, in den folgenden 10 Monaten kamen 1.250.000 hinzu.
Asa Jennings engagierte sich auch an der Modernisierung der kemalistischen Türkei. Da die YMCA alleine durch den Namensbestandteil „christlich“ in der Türkei nicht akzeptiert werden würde, firmierte sie fortan als „American Friends of Turkey“. Sie war ausdrücklich willkommen, so wurden Kindereinrichtungen gegründet, so dass Frauen arbeiten konnten, für Männer wurde der Sport eingeführt etwa mit dem ersten Sportplatz der Türkei. Dass die Türkei gesellschaftlich wesentlich moderner ist, als andere Staaten des ehemaligen osmanischen Reichs wird auch auf die American Friends of Turkey zurückgeführt.
1945 produzierten die MGM-Studios einen 10-minütigen Kurzfilm über Asa Jennings.

## Auszeichnungen
- Erlöser-Orden
- Preis der Raoul Wallenberg Foundation (posthum)